# 10440 van Swinden
10440 van Swinden è un asteroide della fascia principale. Scoperto nel 1960, presenta un'orbita caratterizzata da un semiasse maggiore pari a 2,2334448 UA e da un'eccentricità di 0,1208650, inclinata di 4,19494° rispetto all'eclittica.